# São José do Bonfim
São José do Bonfim, es un municipio en el  estado de Paraíba (Brasil), localizado en la microrregión de Patos. Según el IBGE (Instituto Brasileño de Geografía y Estadística), en el año 2009 su población se estimaba en 3.314 habitantes. Área territorial de 152 km². Municipio de poca relevancia económica en el país, posee un PIB de R$5.854.206,00.

## Geografía
El municipio está incluido en una área geográfica de influencia semiárida, definida por el Ministério de Integración Nacional en 2005.  Está delimitando con los criterios o índices pluviométricos que definen una zona como árida o seca.